# Xã Rankin, Quận Perry, Arkansas
Xã Rankin (tiếng Anh: Rankin Township) là một xã thuộc quận Perry, tiểu bang Arkansas, Hoa Kỳ. Năm 2010, dân số của xã này là 1.296 người.